# Leertheorie
De leertheorie is een psychologische theorie over de wijze waarop mensen associaties leggen tussen stimuli. Belangrijke leertheoretische concepten zijn klassieke en operante conditionering, het cognitivisme en het (sociaal-)constructivisme. De leertheorie is recentelijk aangevuld met een nieuw leerconcept, namelijk de zogenaamde relational frame theory. De leertheorie is sterk verbonden met het behaviorisme. De leertheorie wordt in de praktijk toegepast in de gedragstherapie, cognitieve gedragstherapie en de zogenaamde derde generatie gedragstherapie.

## Bekende leertheoretici
- Pavlov
- B.F. Skinner
- John Watson
- Steven C. Hayes